# مواليا
مواليا نوع من الشّعر العامّي العربي أو شبه الفصيح نشأ في العصر العباسي الثالث من الواسط بجنوبي العراق وأنتشر في المشرق العربي، وكان العبيد يتغنّوْنَ به في أسفارهم أو أثناء عملهم، ويقولون في آخر كلّ مقطوعة منه: يا مواليا، إشارة إلى ساداتهم، وهو من بحر البسيط، ولا يتقيَّد أحيانًا بقافية واحدة ولا برويّ واحد، بل ينوِّع بينهما. وأَجزاؤه مستفعلن فاعلن مستفعلن فاعلْ بسكون آخره مرتين. ولعل ذلك ما يُسمَّى بالموّال. ان ناظم هذا اللون يسمى الموالي وجمعه ألمواله. 

شاع المواليا في نهاية الدولة العباسية ومن الذين نظموا فيه حسام الدين الحاجري الاربلي ومجد الدين النشابي وعز الدين الموصلي وعلي بن إبراهيم بن معتوق الواسطي وصفي الدين الحلي وغيرهم.

## نشأته وتسمية
واختُلف باحثون في مكان نشأته وسبب تسميته. يقول صفي الدين الحلّي في العاطل الحالي والمرتخص الغالي أن مخترعيه هم أهل الواسط، ثم تسلّمه البغاددة «فَلَطّفوه ونقّحُوه ورقَّقُوا ودقّقوا وحذفوا الإعراب منه، واعتمدوا على سهولة اللفظ، ورشاقة المعنى ونظموا فيه الجِدّ والهزل، والرقيق والجزْل، حتّى عُرِف بهم دون مخترعيه، ونُسِب إليهم وليسوا بمبتدعيه. ثُمًّ شاع في الأمصار، وتداوله الناس في الأسفار. وإنّما سُمّي بهذا الاسم لأنّ الواسطيِّين لمّا اخترعوه، وكان سهل التناول لِقِصره، تعلّمه عبيدهم المتسلِّمون عمارة بساتينهم والفُعولُ، والمعامِرَةُ، والأبَّارون، فكانوا يُغنّون به في رؤوس النّخيل، وعلى سَقْيِ الماء، ويقولون في آخر كلّ صوت، مع الترنُّم: يا موالِيّا، إشارةً إلى ساداتهم، فغلب عليه هذا الاسم، وعُرِف به.» 

وقيل: إنُّ الذي ابتدعه بعض أشياع البرامكة بعد نكبتهم. فقد حرم عليهم الرشيد رثاءَهم باللغة الفصحى، فراحوا يرثونهم، وينوحون عليهم بلغة غير مُعْرَبة، ويُنهون مقاطعهم بعبارة «يا مواليّا»، فعُرِف هذا اللون بـ«المواليّا». وقيل أيضاً: إن سبب التسمية يعود إلى موالاة قوافقيه بعضها بعضاً. 

## نظمه
فقد نُظمت المواليا غالباً على بحر البسيط، مع بعض التنوّع في القافية والرّويّ، وتحلّل من إعراب بعض الألفاظ أو معظهما، بتسكين أواخرها كمال هي الحال في اللغة العاميّة. 

## أشكال
للمواليا أشكال عِدَّة، منها: 

الرُّباعي: وهو ما تألّف من أربعة أشطر متّفقة في الرّويّ، وهذا الشكل هو الأكثر شيوعاً، ومثاله:
أيضا:
وفي كتاب صفي الدين الحلي العاطل الحالي والمرخص الغالي، الكثير من نماذخ هذا الشكل من المواليّا.
الرُّباعي الأعرج: وهو ما تألّف من أربعة أشطر يتَّحد أوّلها وثانيها ورابعها في الرّويّ، ويتخلف رويّ الشطر الثالث عن سائر القوافي، ومثاله:
النعماني: وهو ما تألّف من سبعة أشطر، تتَّحد الأشطر الثلاثة الأولى منها في رويّ، وتّتحد الأشطر الثلاثة التي بعدها في رويّ آخر، ويتَّحد رويّ الشطر السابع مع رويّ الأشطر الثلاثة الأولى، ومثاله:
وأيضا:

## وصلات خارجية
- جميع القصائد الموجوده في الموقع «ديوان» ببحر أو لغة المواليا